# Hippolyte Lavoignat
Hippolyte Augustin Lavoignat né le 25 janvier 1813 à Laon (Aisne) et mort le 25 octobre 1896 à Corbigny (Nièvre) est un graveur sur bois et peintre français.

## Biographie
Hippolyte Lavoignat est un des meilleurs graveurs français sur bois de bout, technique amenée d'Angleterre notamment par Charles Thompson, et qui est le mode d'illustration principal pendant tout le XIXe siècle. Ami d'Honoré Daumier, de Jean-Baptiste Camille Corot, de Charles-François Daubigny, il a gravé le Lazarillo de Tormes d'Alain-René Lesage (1846) d'après Ernest Meissonier, les Contes rémois de Louis de Chevigné (vers 1850), les Mystères de Paris d'Eugène Sue d'après Daumier, Daubigny et autres (1843-1844), les Dictionnaires d'Eugène Viollet-le-Duc (1854-1858). Plus tôt dans sa carrière, il grave Gil Blas (1935) et Paul et Virginie (1836). 
Il expose au Salon entre 1841 et 1859. En 1861, il abandonne la gravure et s'installe à Corbigny (Nièvre) pour se consacrer à la peinture. 
Lavoignat a été considéré comme le chef de file d'une école de graveurs français de l'époque romantique, « le plus habile du siècle », selon Louis Dimier[réf. nécessaire]. 